# 3-тя флотилія підводних човнів Крігсмаріне
3-тя флотилія підводних човнів крігсмаріне — підрозділ військово-морського флоту Третього Рейху.

## Історія
Третьою флотилією підводного флоту Третього Рейху стала флотилія «Лос», створена 4 жовтня 1937 року в Кілі під командуванням капітан-лейтенанта Ганса Екермана. Своє ім'я флотилія отримала на честь підводника часів Першої світової війни оберлейтенанта-цур-зее Йоганнеса Лоса, який потопив в 15 походах 76 кораблів сумарного тоннажу 148 677 брт і британський шлюп HMS Lavender водотоннажністю 1200 тонн. Флотилія «Лос» проіснувала до грудня 1939 року, але була знову створена в березні 1941 року як 3-тя флотилія з базуванням на Кіль, але незабаром була переведена в Ла-Паліс (Ла-Рошель). Коли в жовтні 1944 року вцілілі субмарини з Ла-Рошелі вирушили на бази в Норвегії, третя флотилія була розформована.

## Склад
У різні роки через 3-тю флотилію пройшли 109 підводних човнів, у тому числі:
| Тип      | Кількість |
| -------- | --------- |
| II-B     | 8         |
| II-D     | 5         |
| VII-B    | 1         |
| VII-C    | 90        |
| Трофейні | 4         |

## Командири
| Час                          | Командувач флотилією                  |
| ---------------------------- | ------------------------------------- |
| Жовтень 1937 — грудень 1939  | Капітан-лейтенант Ганс Екерманн       |
| Березень 1941 — липень 1941  | Корветтен-капітан Ганс-Рудольф Резінг |
| Липень 1941 — березень 1942  | Капітан-лейтенант Герберт Шульце      |
| Березень 1942 — червень 1942 | Капітан-лейтенант Гайнц фон Райхе     |
| Червень 1942 — жовтень 1944  | Корветтен-капітан Роберт-Ріхард Цапп  |